# Teatro romano de Bregenz

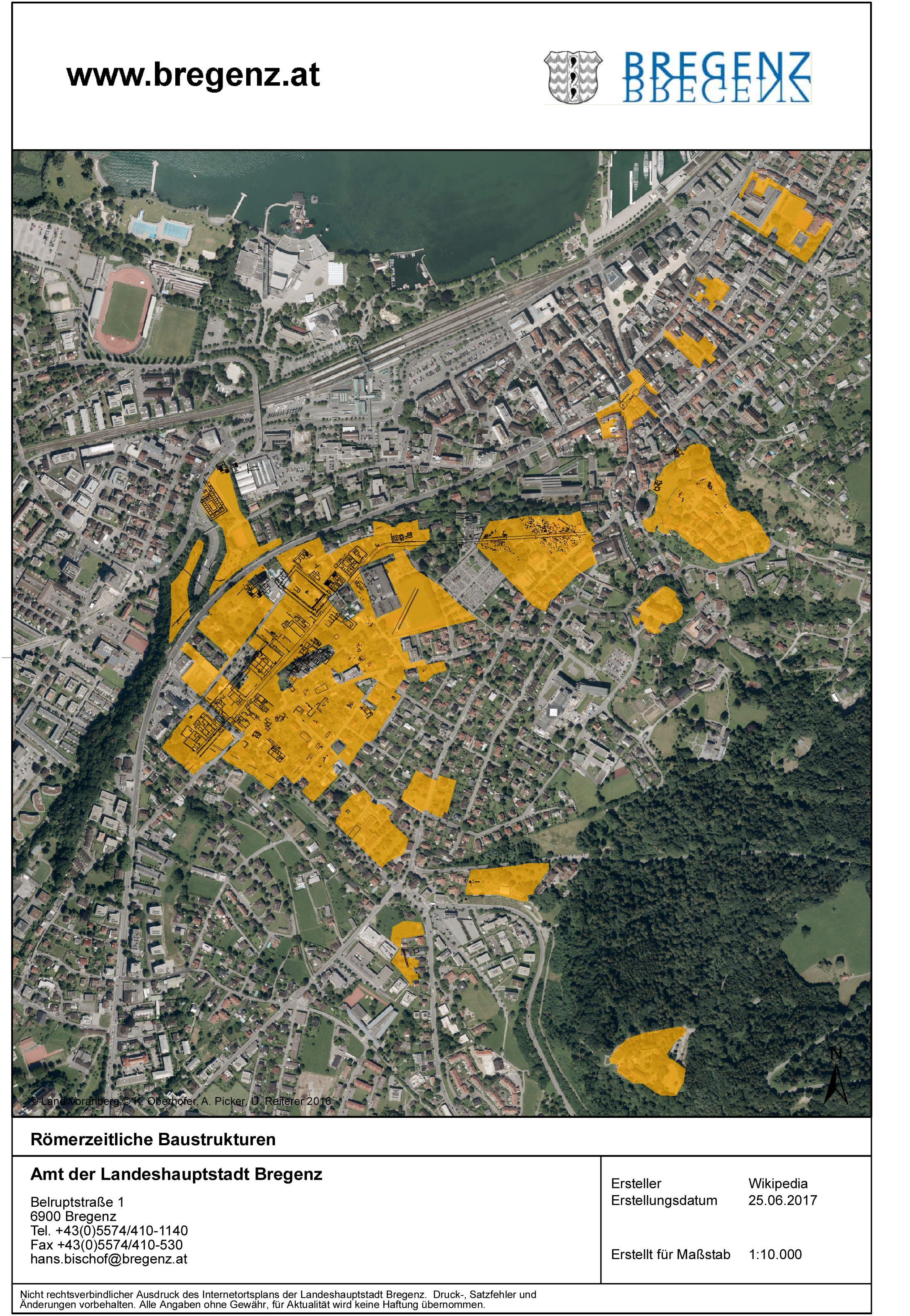
Situación del teatro romano de Bregenz.

El teatro romano de Bregenz se encuentra en la provincia austríaca de Vorarlberg (Austria) en el barrio de Thalbach en Bregenz, cuyo nombre en aquel entonces en latín era Brigantium. Su excavación dirigida fue realizada especialmente en 2013 y en 2019 por arqueólogos de parte del Museo de Vorarlberg (o Vorarlberger Landesmuseum).

## Situación
El teatro romano se ubica en el callejón de Thalbach o Thalbachgasse, a unos 30 metros al oeste detrás de la haya cobriza, un monumento natural, en aproximadamente 408 metros sobre el mar. En los tiempos del teatro romano el arroyo de Thal o Thalbach fluyó en el abierto y estaba limitando el área del teatro hasta el demás terreno alrededor. Hoy en día el arroyo discurre en tubos.
El pequeño castillo Deuring o Deuringschlössle en la parte encima de Bregenz llamado Bregenzer Oberstadt se encuentra  aproximadamente a 35 metros arriba del teatro. El monasterio de Capuchinos está situado a unos 130 metros al suroeste, mientras que el convento de Thalbach está a aproximadamente 250 metros al sureste por línea aérea.

## Historia
El Brigantium de los tiempos romanos tenía su importancia por la mayor parte gracias a su ubicación bien comunicada al Lago de Constanza (o Bodensee). Además, en Bregenz se ubica la boca de un arroyo llamado Bregenzer Ache, así que die Klause, del latín claudere que implica cerrar, un lugar geográfico estrecho con significado estratégico, perteneciendo hoy día al municipio de Lochau. También existía la ventaja geográfica de un cadena de montañas locales llamado Pfänderstock que ofrecía protección adicional.
Antes de que fuese confirmada la existencia de un teatro romano en esta área en 2013 y 2019, ya se había sospechado desde hacía muchas décadas.
Hasta ahora no se sabe nada de forma detallada en cuanto a la función precisa y uso del teatro romano en Bregenz. Se supone que este tipo de teatro con un frente escénico servía para espectáculos civiles, fiestas conmemorativas, ceremonias rituales y más, como era la tradícion en otros sitios similares en aquel entonces.

## Edificio
En el teatro romano cabían más de 2000 personas, mucho más que la población de Bregenz en los tiempos del Imperio romano. De eso se concluye una importancia más grande que sólo dentro de sus límites. En comparación, el teatro romano de Maguncia (o Mainz) en Alemania como el más grande teatro con un frente escénico al norte de los Alpes ofrecía espacio para acomodar a unos 10 000 espectadores.
La base del teatro fue construida en mayor parte con piedras que se encontraban en los arroyos de la región en una forma ya redonda. Se llaman Bachbölla en el dialecto local de Vorarlberg. Aparte de eso, el teatro era una construcción de madera y su diámetro ascendía aparentemente a más de 50 metros.
El área del público o la cavea, en alemán (Aus-)Höhlung que significa oquedad,  consistía de gradas semicirculares pendientes equipadas por lo menos con dos accesos o vomitoria, en singular vomitorium, derivado del latín vomere. Se supone que también en Bregenz se separaba los cunei (en singular cuneus, en alemán Keil) o sectores singulares de espectadores mediante pasillos, como era el caso en otros teatros de ese tipo. Todavía no se han realizado investigaciones sobre una posible galería techada al olimpo de la cavea similar a otros lugares, o un porticus o peristilo de madera probable. Los toldos o velarium ya conocidos de teatros similares que se encontraban encima de las gradas requerirían de todas formas varios puntos de anclaje en la altura de la galería para fijarlos al muro exterior.
Los asientos en el teatro fueron distribuidos según el estatus social del espectador y según su importancia política o económica. Esta tradición sigue siendo aplicada hoy en día en festividades como el Festival de Bregenz (o Bregenzer Festspiele). Por lo tanto los senadores o otras autoridades políticas estaban sentados o en la orchestra, el espacio semicircular directamente enfrente de la escena, o en las logias elevadas llamadas tribunalia, situadas en los laterales de la cavea. Hasta ahora no se han realizado investigaciones sobre la existencia de entradas especiales o aditus maximi para estas personas.

## Edificios similares
- Teatro romano de Mérida en España
- Teatro romano de Orange en Francia
- Teatro romano de Aspendos en Turquía
- Teatro de Marcelo en Roma

## La posición social de actores
El estatus social de los actores se encontraba, aparte de la fama de unos pocos, en el extremo inferior de la sociedad, al igual que el de las prostitutas y los mesoneros. Se supone que también en el Bregenz de aquellos tiempos como en todas partes del Imperio romano los actores eran en su mayoría ciudadanos de ciudades extranjeras, en latín hostes o peregrini, esclavos o servi o mejor dicho mancipia en latín, o libertos, en latín liberti o más bien libertini, y más. En casos muy raros esta gente disponía del derecho como ciudadano romano. 
El estoico Lucius Annaeus Seneca, llamado Seneca el Menor, nacido en el año 1, difunto en 65 d. C., era filósofo, dramaturgo, investigador de la naturaleza así que político, y él denominó a los actores en la época del Imperio romano como orgullosos héroes audaces en las escenas, pero que en realidad eran muertos de hambre. Además, actores tenían la fama de ser personas deshonestas, así que fueron discriminados en varias ocasiones. Por lo tanto existía p.ej. la Lex de adulteriis coërcendis, una ley que permitía  al marido de matar a un actor en el caso de que había seducido a su esposa.  Esta percepción negativa seguido por un estatus legal peor ha persistido durante muchos siglos incluso más allá de la Edad Moderna.